# Амарусион
Амару́сион (греч. Αμαρούσιον) — город в Греции, северный пригород Афин. Расположен на Афинской равнине на высоте 230 метров над уровнем моря в 11 километрах к северо-востоку от центра Афины, площади Омониас, и в 18 километрах к северо-западу от международного аэропорта «Элефтериос Венизелос» у подножия Пенделикона. Административный центр одноимённой общины (дима, Δήμος Αμαρουσίου) в периферийной единице Северных Афинах в периферии Аттике. Население — 72 333 жителя по переписи 2011 года. Площадь — 12,938 квадратного километра. Плотность — 5590,74 человека на квадратный километр. Димархом на местных выборах 2019 года избран Теодорос Амбадзоглу (Θεόδωρος Αμπατζόγλου).
До 25 июля 1879 года (ΦΕΚ 50Α) назывался Мару́си (Μαρούσι).

## История
Амарусион располагается на месте древнего дема Афмония (Афмонеи, Атмонон, Άθμονον), основанного в середине 2-го тысячелетия до н. э. по преданию царем Кекропсом для защиты Афин. Каждую весну в Афмонии проводились местные олимпийские игры, праздник Амарисии перед святилищем Амарисии (Артемиды), на месте которого сейчас находится церковь Богородицы Нерандзиотисы (Παναγία Νερατζιώτισσα). На равнине, месте праздника Амарисии был построен современный Афинский олимпийский спортивный комплекс, место проведения церемоний Летних Олимпийских игр 2004.
По Павсанию царь Порфирион, правивший до Актея, основал в Афмонии храм Урании (Афродиты). Афмонейцы почитали Амарисию (Артемиду), богиню охоты, культ которой пришел из Амаринфа (ныне Амаринтос) на Эвбее.
В VI веке до н. э. в орошенной и плодородной Афмонии развивается садоводство и виноградарство. Афмонии славились вином и оливковым маслом. Виноградарь Тригей из Афмонии является действующим лицом комедии «Мир» Аристофана.
По административной реформе Клисфена Афмонии относились к Кекроповой филе.
В римский период Афмонии были разграблены римлянами. Император Адриан (117—138) построил акведук, который вел через Афмонии к месту современного Олимпийского стадиона. Герод Аттик занимался строительством в Афмонии. Он перенес храм Амарисии в место, где сейчас находится церковь Святого Иоанна (Αϊ Γιάννης) на холме Пелика (Πέλικα).
В византийский период на месте первого святилища Амарисии была построена церковь Богородицы Нерандзиотисы, на месте второго святилища Амарисии — церковь Святого Иоанна, на месте другого храма — церковь Богородицы Мармарьотисы (Παναγία Μαρμαριώτισσα), позднее — церковь Святых бессеребренников, на месте другого храма — церковь Святых бесплотных сил (Архангела), кладбищенская церковь Святого Георгия, церковь Святого Феодора, церковь Святого Фомы рядом с Парадисос.
В период османского владычества турецкий бей Али-Баба поселился в Афмонии и раздал земли турецким сановникам. Жители Афмонии бежали в Коринф, Аргос, на Эвбею и Киклады и во время Греческой революции по свидетельству Дмитрия Ипсиланти отважно сражались. Иоаннис Макрияннис в своих мемуарах хвалит жителей Афмонии за участие в борьбе за освобождение Афин, которая началась в Афмонии 15 октября 1821 года и обороне Афинского Акрополя, осаждённого Решидом Мехмед-пашой.
С 1860 года в Амарусионе работала начальная школа и отдельная начальная женская школа. Их посещали жители Кифисьи, Халандриона, Ираклиона, Капандритиона, Оропоса, Мениди.
15 августа 1874 года открыт кафедральный собор Успения Богородицы (Κοιμήσεως Θεοτόκου) на месте руин небольшой церкви Богородицы, строительство которого началось в 1870 году. На открытие съехалось 10 тысяч паломников.
В 1885 году была построена железная дорога, соединившая Амарусион и Пирей. Дорога была закрыта летом 1938 года.
На Летних Олимпийских играх 1896 победу в марафоне одержал Спиридон Луис, уроженец Амарусиона, ставший национальным героем. В Амарусионе был создан спортивный клуб и гимнастический зал.

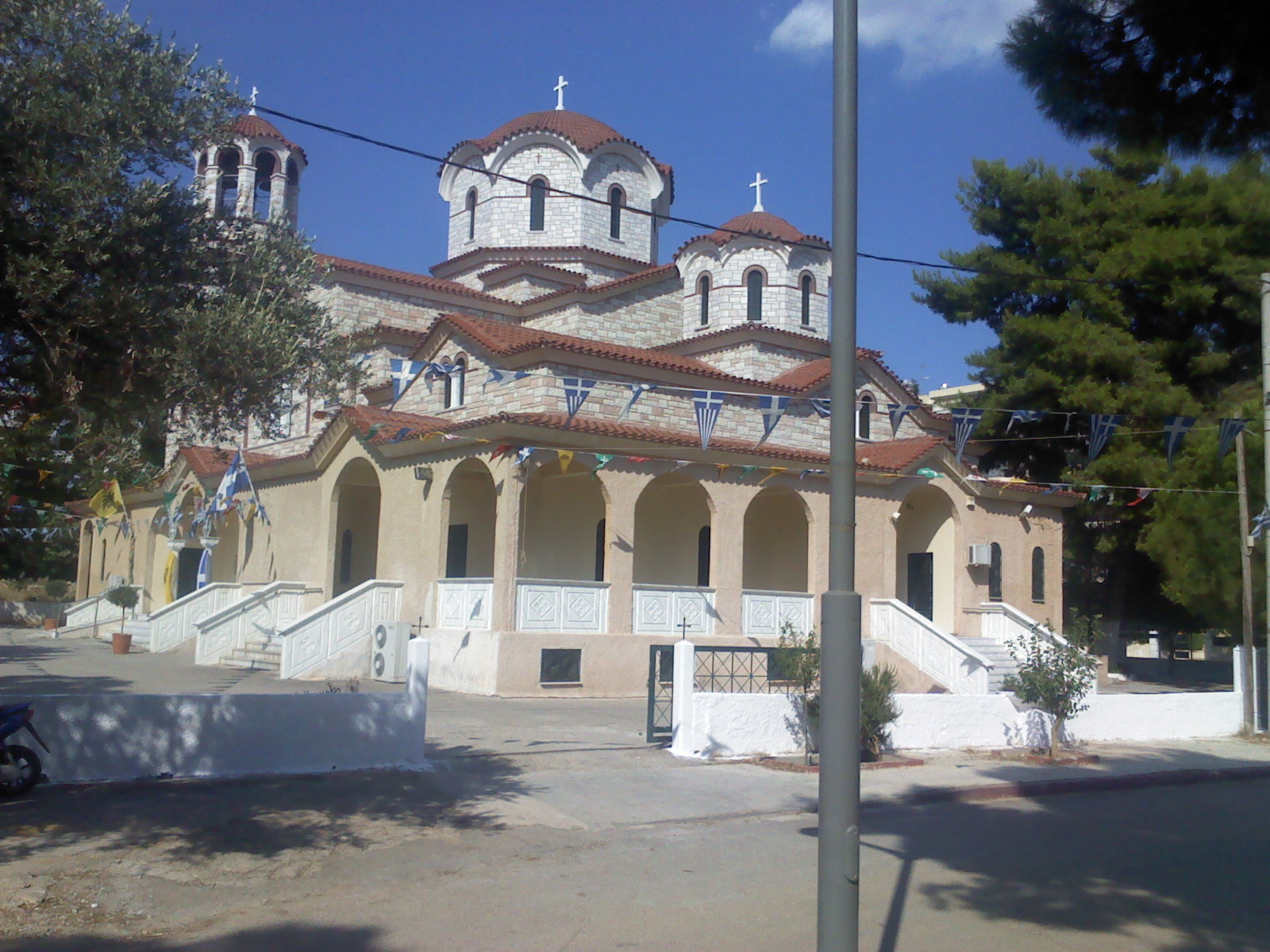
Церковь Святого Космы Этолийского

В 1925 году в Амарусионе открыта средняя школа, единственная в Северных Афинах. В 1930 году две начальные школы и средняя школа Амарусиона получили собственные здания в школьном комплексе на проспекте Кифисьяс.

## Община Амарусион
После освобождения Афин и перевода столицы в Афины в Аттике были созданы семь общин (димов), одним из которых был Амарусион с 721 жителями.
| Населённый пункт | Население, человек |
| ---------------- | ------------------ |
| Амарусион        | 360                |
| Брахами          | 7                  |
| Еракас           | 2                  |
| Калогреза        | 8                  |
| Каруто           | 21                 |
| Кифисья          | 181                |
| Пендели          | 6                  |
| Халандрион       | 127                |

В 1840 году община Амарусион упразднена и вошла в общину Афины. В 1850 году вновь создана. В 1853 году вновь упразднена и вошла в общину Афины. В 1925 году вновь создана.
В 1946 году из общины выделено сообщество Мелисья, в 1950 году — Ликоврисис и Пефки.
В 1971—1999 годах население Амарусиона выросло втрое, а количество крупных и малых предприятий достигло 3500.

## Население
| Год  | Население, человек |
| ---- | ------------------ |
| 1920 | 3450               |
| 1928 | 7667               |
| 1940 | 8253               |
| 1943 | 10 000             |
| 1951 | 12 080             |
| 1961 | 20 135             |
| 1971 | 27 000             |
| 1991 | 64 083             |
| 2001 | 71 551             |
| 2011 | ↗ 72 333           |

## Транспорт
В Амарусионе находятся три станции Линии 1 Афинского метрополитена — «Ирини», «Нерандзиотиса» и «Амарусион». На границе с Кифисьей находится станция «К. А. Т.». Станция «Амарусион» существовала в 1885—1938 годах и изначально была станцией железной дороги Площадь Лавриу — Строфили (Афины — Кифисья), вновь открыта в 1957 году. Станции «Ирини» и «Нерандзиотиса» открыты в 2004 году.
Амарусион пересекает железная дорога «Проастиакос». В Амарусионе находятся станции «Кифисьяс» и «Нерандзиотиса», открытые в 2004 году.
В прежние времена здесь проходила дорога, ведущая в Марафон. Амарусион пересекает с севера на юг проспект Кифисьяс, крупнейший из проспектов Афин, а также с запада на восток Автострада 6.

## Димархи Амариусиона
- 2006—2019 Йоргос Патулис[греч.]
- 2019 — н. в. Теодорос Амбадзоглу (Θεόδωρος Αμπατζόγλου)